# قبيط
قُبَّيْط (الاسم العلمي Polyplectron)، جنس طير من فصيلة التدرجية أنواعه 10 جميعها من طيور سريلانكا والهند الصينية وبورما والفلبين والصين وجزيرة بورنيو وشبه جزيرة ملايو. تألف المناطق الحرجية الجبلية. أجسامها قريبة الشبه من التدرج، أذيالها مستطيلة منقشة كأذيال الطاووس. تتميز بصيص أرساغها التي يراوح عددها بين 2 و6. قنابرها تاجية منتصبة. أثوابها عديدة الألوان يكثر فيها الأخضر الأسفع والأربد الحنطي الأفلوسي التقبيج والتوشيم. أناثها تضع 12 إلى 16 بيضة تحضنها وحدها في أفاحيص ترصها بالقش والورق اليابس بين الأدغال الكثيفة.